# Alfons De Wolf
Alfons "Fons" De Wolf (Willebroek, 22 de juny de 1956) va ser un ciclista belga que fou professional entre 1979 i 1990, durant els quals va aconseguir 61 victòries.
Com a ciclista amateur aconseguí 61 victòries, entre elles un Campionat de Bèlgica, una París-Roubaix i la quarta posició als Jocs Olímpics de Mont-real de 1976.
Com a ciclista professional, De Wolf es va especialitzar en clàssiques d'un dia, si bé les seves bones condicions físiques el permetien rendir bé en carreres més llargues. Això el permet acabar 9è a la Volta a Espanya de 1979 i 11è al Tour de França de 1981. Entre els seus principals triomfs destaquen la Milà-Sanremo de 1981, la Volta a Llombardia de 1980, les Het Volk de 1982 i 1983, 6 etapes a la Volta a Espanya i una al Tour de França.

## Palmarès
- 1976
  - 1r a la Volta a la província de Namur i vencedor de 2 etapes
- 1977
  - 1r al Tour d'Hainaut Occidental
  - 1r a la Kattekoers
  - 1r a la Brussel·les-Opwijk
- 1978
  - 1r a la París-Roubaix sub-23
- 1979
  - Vencedor de 5 etapes de la Volta a Espanya i 1r de la Classificació per punts
- 1980
  - 1r a la Volta a Llombardia
  - 1r al Trofeu Baracchi (amb Jean-Luc Vandenbroucke)
  - 1r a la Druivenkoers Overijse
  - Vencedor d'una etapa de la Volta a Bèlgica
  - Vencedor d'una etapa als Tres dies de La Panne
- 1981
  - 1r a la Milà-Sanremo
  - 1r al Circuit des frontières
  - Vencedor d'una etapa de la Volta a Suïssa
  - Vencedor d'una etapa de la Volta a Bèlgica i 1r de la classificació per punts
  - 1r als Sis dies d'Anvers (amb René Pijnen)
- 1982
  - 1r a la Het Volk
  - Vencedor d'una etapa als Quatre dies de Dunkerque
  - Vencedor d'una etapa als Tres dies de La Panne
- 1983
  - 1r a la Het Volk
  - 1r al Giro de Toscana
  - 1r al Giro de Romagna
  - 1r a la Coppa Agostoni
  - Vencedor d'una etapa de la Setmana Catalana
  - Vencedor d'una etapa al Giro del Trentino
- 1984
  - Vencedor d'una etapa del Tour de França
  - Vencedor d'una etapa del Tour de Romandia
  - Vencedor d'una etapa de la Volta a Andalusia
- 1985
  - Vencedor d'una etapa de la Volta a Espanya
  - Vencedor d'una etapa de la Volta a la Comunitat Valenciana

### Resultats al Tour de França
- 1981. 11è de la classificació general
- 1982. 31è de la classificació general
- 1984. 74è de la classificació general. Vencedor d'una etapa
- 1985. Abandona (1a etapa)
- 1988. 102è de la classificació general

### Resultats a la Volta a Espanya
- 1979. 9è de la classificació general. Vencedor de 5 etapes. 1r de la classificació per punts
- 1985. 81è de la classificació general. Vencedor d'una etapa

### Resultats al Giro d'Itàlia
- 1983. 49è de la classificació general
- 1986. 38è de la classificació general
- 1989. 70è de la classificació general